# The Breakers
The Breakers es una mansión de la Edad Dorada ubicada en 44 Ochre Point Avenue, Newport, Rhode Island, EE. UU. Fue construida entre 1893 y 1895 como residencia de verano de Cornelius Vanderbilt II, miembro de la rica familia Vanderbilt .
Tiene 70 habitaciones, con una superficie bruta de 11 644 m², 5805 m² de superficie habitable en cinco plantas, fue diseñado por Richard Morris Hunt en estilo Renaissance Revival ; la decoración interior fue de Jules Allard and Sons y Ogden Codman Jr.
La entrada por la avenida Ochre Point está marcada por cancelas de hierro forjado esculpidas en estilo barroco, y estos portales de 9,1 m son parte de una cerca de piedra caliza y hierro de 3,7 m de altura que bordea la propiedad por todo menos en el lado del mar. La huella de la casa cubre aproximadamente 4047 m² o 43.000 pies cuadrados de los 6 ha en los acantilados con vistas a la bahía de Easton del océano Atlántico.
Fue agregada al Registro Nacional de Lugares Históricos en 1971 y fue designada Monumento Histórico Nacional en 1994. También es una propiedad que contribuye al distrito histórico de Bellevue Avenue . La propiedad es propiedad y está operada por Newport Preservation Society como museo y está abierta para visitas durante todo el año.

## Historia

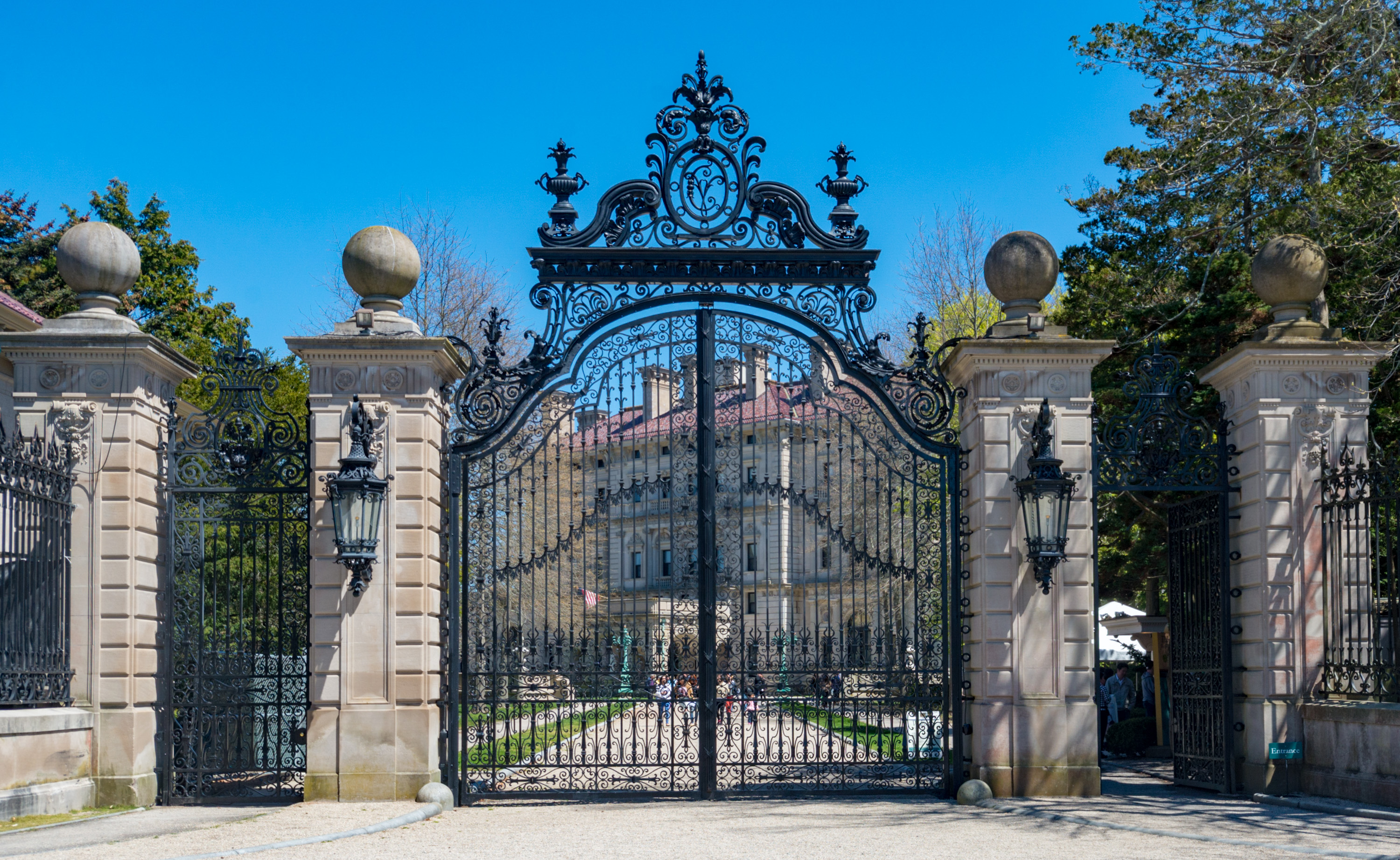
La puerta de The Breakers

Cornelius Vanderbilt II compró los terrenos en 1885 por $ 450,000 ($ 15.3 millones en la actualidad). La mansión anterior en la propiedad era propiedad de Pierre Lorillard IV ; se quemó el 25 de noviembre de 1892 y Vanderbilt encargó al famoso arquitecto Richard Morris Hunt que lo reconstruyese en todo su esplendor. Vanderbilt insistió en que el edificio se hiciera lo más ignífugo posible, por lo que la estructura del edificio utilizó vigas de acero y no partes de madera. Incluso requirió que la caldera se ubicara lejos de la casa en un espacio subterráneo debajo del jardín delantero.
Los diseñadores crearon un interior con mármol importado de Italia y África, y maderas raras y mosaicos de países de todo el mundo. También incluía elementos arquitectónicos comprados en castillos en Francia, como la repisa de la biblioteca. Se terminó en 1892.
Es el arquetipo arquitectónico y social de la " Edad Dorada ", un período en el que los miembros de la familia Vanderbilt se encontraban entre los principales industriales de América. Fue la casa más grande y opulenta del área de Newport cuando se completó en 1895.
Vanderbilt murió de una hemorragia cerebral causada por un derrame cerebral en 1899 a los 55 años, dejando The Breakers a su esposa Alice Gwynne Vanderbilt . Ella le sobrevivió 35 años y murió a la edad de 89 años en 1934. Dejó The Breakers a su hija menor, la condesa Gladys Széchenyi (1886-1965), esencialmente porque Gladys carecía de propiedades estadounidenses; además, ninguno de sus otros hijos estaba interesado en la propiedad, mientras que Gladys siempre había amado la propiedad.[cita requerida]
En 1948, necesitando un alto mantenimiento, Gladys la arrendó a The Preservation Society of Newport County por $1 anuales. Finalmente The Preservation Society la compró con el 90% de su mobiliario en 1972 por $ 365,000 ($ 2.7 millones en la actualidad) a la condesa Sylvia Szapary, hija de Gladys, aunque el acuerdo le otorgaba tenencia vitalicia. Tras su muerte en 1998, The Preservation Society acordó permitir que la familia siguiera viviendo en el tercer piso, que no está abierto al público.
Actualmente es la atracción más visitada de Rhode Island, con aproximadamente 450 000 visitantes al año a partir de 2017. 

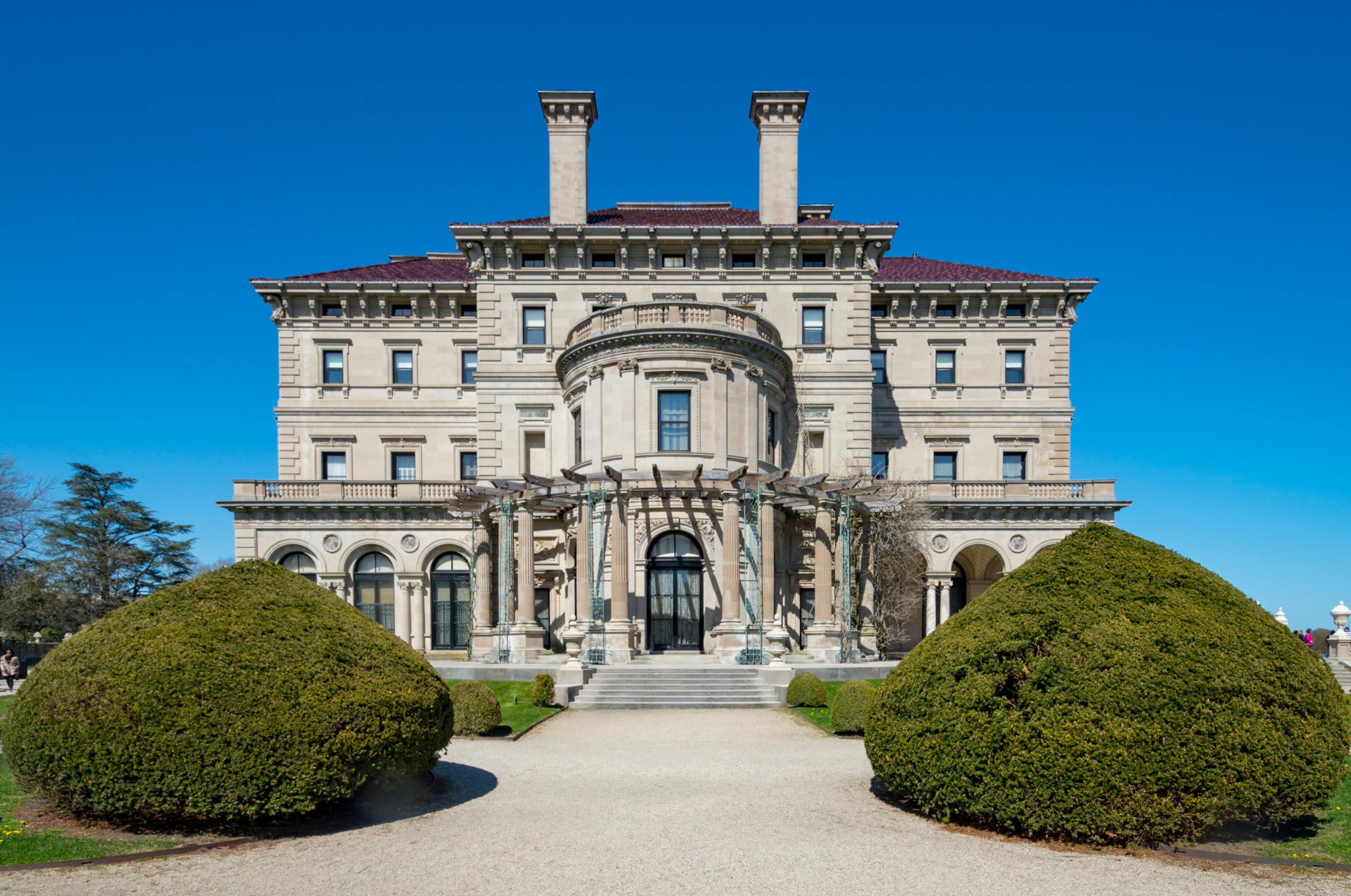
El exterior del edificio, enmarcado por topiarios.

## Jardines
El camino de grava está bordeado de robles maduros y arces rojos. Los árboles actúan como pantallas que aumentan la sensación de distancia entre The Breakers y sus vecinos de Newport. Entre los árboles importados más inusuales se encuentran dos ejemplos del cedro azul del Atlas, nativo del norte de África. Los setos recortados de tejo japonés y enebro de Pfitzer se alinean en los senderos arbolados que serpentean por los terrenos. Plantaciones informales de arbor vitae, taxus, enebro chino y cicuta enana brindan atractivos primeros planos para las paredes que encierran la terraza ajardinada formalmente.
Los terrenos también contienen varias variedades de otros árboles raros, hayucos y hayas lloronas. Estos fueron seleccionados a mano por Ernest W. Bowditch, un arquitecto paisajista e ingeniero civil con sede en el área de Boston. El patrón original de Bowditch para el jardín del parterre sur se determinó a partir de fotografías antiguas y se presentó en alyssum rosa y blanco y ageratum azul. Los amplios bordes paralelos a la valla de hierro forjado están plantados con rododendros, laureles de montaña, cornejos y muchos otros arbustos en flor que protegen eficazmente los terrenos del tráfico de la calle y dan a los visitantes una sensación de aislamiento.

## Diseño

### Sótano
- Ropa sucia
- baños del personal

### Primer piso
- Vestíbulo de entrada
- Sala de recepción de caballeros
- Sala de recepción de damas

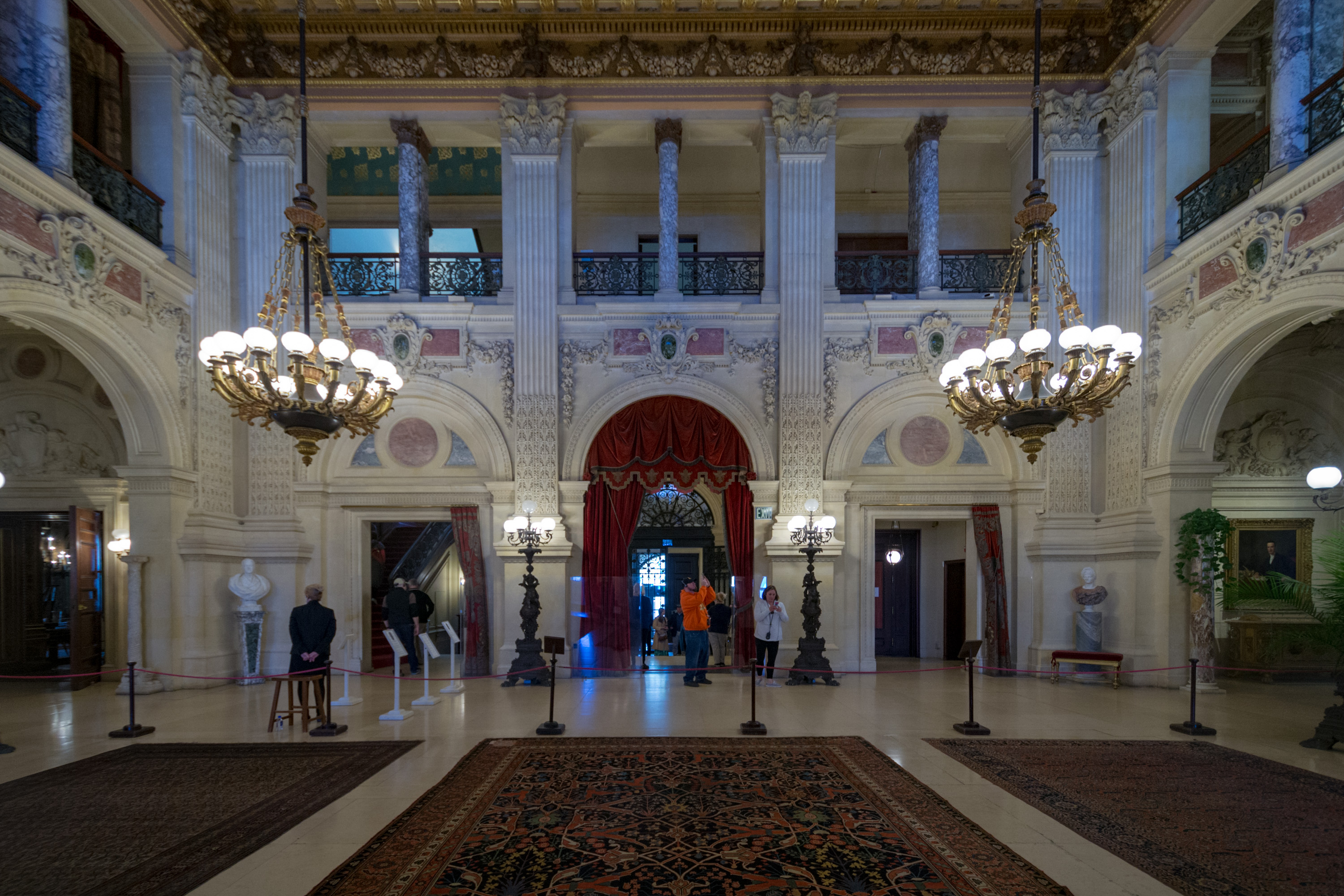
El gran salón

- Gran salón De (15,2 m × 15,2 m × 15,2 m)sobre cada una de las seis puertas que conducen desde el Gran Salón hay grupos de figuras de piedra caliza que celebran el progreso de la humanidad en el arte, la ciencia y la industria: Galileo, que representa la ciencia; Dante, en representación de la literatura; Apolo, representante de las artes; Mercurio, que representa la velocidad y el comercio; Richard Morris Hunt, en representación de la arquitectura; y Karl Bitter, en representación de la escultura.
- Escalera principal
- Arcada

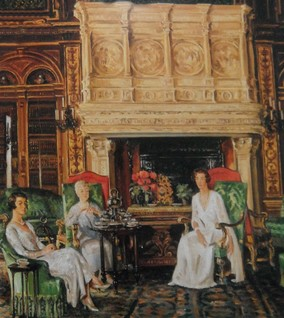
Sra. Cornelius Vanderbilt II (Alice Claypoole Vanderbilt) y sus hijas, Gladys Vanderbilt Széchenyi y Gertrude Vanderbilt Whitney, tomando el té en la biblioteca de The Breakers, Newport, Rhode Island, William Bruce Ellis Ranken, 1932

- Biblioteca tiene techos artesonados pintados con un delfín, símbolo del mar y la hospitalidad, sostenidos por paneles de nogal circasiano impresos con pan de oro en forma de un libro encuadernado en cuero. Entre el techo y los paneles dorados se encuentra cuero español verde repujado en oro, que continúa hacia la biblioteca desde la alcoba donde los habitantes jugaban a las cartas. En el interior de la estantería central descansan dos bustos; el busto de bronce representa a William Henry Vanderbilt II, el hijo mayor de Cornelius II y Alice, quien murió de fiebre tifoidea a la edad de 21 años mientras asistía a la Universidad de Yale . Ahora hay una biblioteca en Yale dedicada a William Henry Vanderbilt II. El segundo busto, en mármol, es de Cornelius Vanderbilt II. La chimenea, tomada de un castillo francés del siglo XVI (Arnay-le-Duc, Borgoña), lleva la inscripción "Me río de la gran riqueza, y nunca la echo de menos; al final sólo importa la sabiduría".

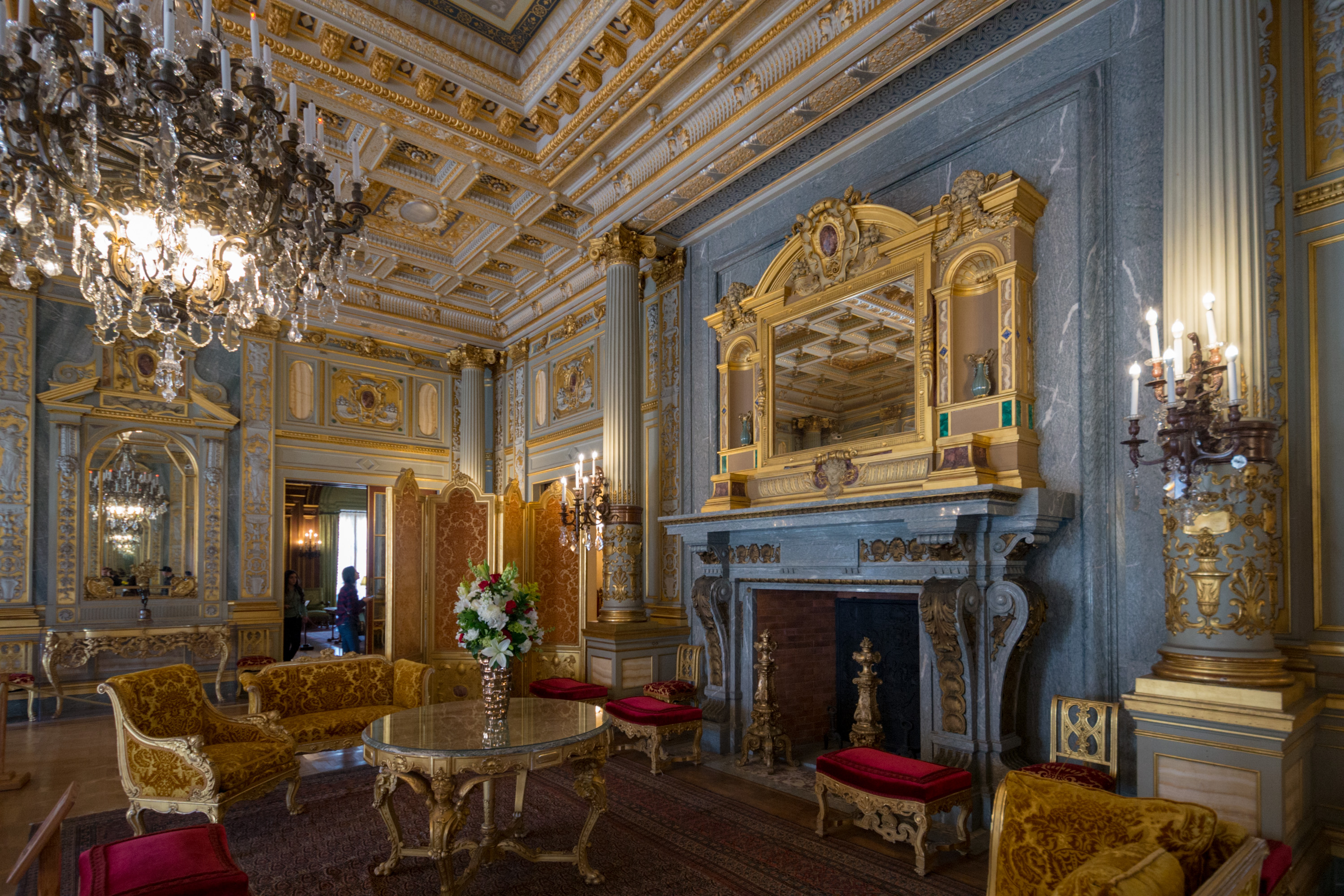
Sala de música

- Sala de música : el interior abierto de la sala se utilizó para recitales y bailes. Su carpintería y mobiliario fueron diseñados por Richard Van der Boyen e implementados por Jules Allard and Sons . La sala tiene un artesonado dorado revestido de plata y oro, así como una moldura elíptica que lleva la inscripción en francés de canto, música, armonía y melodía. Alrededor del borde están los nombres de compositores conocidos. La chimenea es de mármol Campan y las mesas se diseñaron a juego. Se sabe que el Sr. Vanderbilt tocaba el violín y la Sra. Vanderbilt el piano, que es un piano montado en ormolú de caoba francés del Segundo Imperio .
- Sala matinales una sala de estar común orientada al este para admitir el sol de la mañana, se usó durante todo el día y fue diseñada por el director de la empresa francesa Jules Allard. Colocados alrededor de la habitación hay paneles de hojas de platino ilustrados con 8 de las 9 musas. Toda la carpintería interior y el mobiliario se diseñaron y construyeron en Francia y luego se enviaron a Estados Unidos antes del ensamblaje.
- Logia inferior
- Sala de billar – Al estilo de la antigua Roma, fue diseñada por Richard Morris Hunt y muestra su competencia en el trabajo de la piedra. Las grandes losas de mármol Cippolino de Italia forman las paredes, mientras que los arcos de alabastro rosa brindan contraste. A lo largo de la sala hay una variedad de piedras semipreciosas, formando mosaicos de bellotas (el emblema de la familia Vanderbilt, destinado a mostrar fuerza y longevidad) y bolas de billar en las paredes superiores. Los muebles de caoba de estilo renacentista contrastan aún más con los de mármol de colores.
- Comedor – Los 2400 ft² (223 m²) la hacen la sala más grandiosa de la casa y tiene 12 columnas corintias exentas de alabastro rosa que sostienen una colosal cornisa tallada y dorada. Rica en alegorías, esta sala sirve como un ejemplo de lo que la tecnología del siglo XIX podría hacer con las ideas romanas y la inspiración del siglo XVIII. En el techo, se representa a la diosa Aurora trayendo el amanecer en un carro de cuatro caballos mientras las figuras griegas posan majestuosamente. Una mesa estilo siglo XVI de roble tallado asientos hasta 34. Dos candelabros de cristal de Baccarat iluminan la habitación con gas o electricidad, y oro dorado de 18, 22 o 24 quilates se adhiere a la pared con cola de piel de conejo .
- Sala del desayuno con sus paneles y muebles de estilo Luis XV modificados, se usaba para las comidas familiares por la mañana. El mobiliario, los colores y los dorados, aunque siguen siendo extravagantes en su uso, contrastan con la decoración más lujosa del comedor.[6][7]
- Despensa un montaplatos central servía para bajar vajilla y cristalería adicionales desde el entrepiso. La despensa también se utilizó para el almacenamiento de la plata de mesa de la familia; esto fue traído con la familia cuando viajaban y almacenado en una bóveda de acero. Un sistema de intercomunicación permitía al mayordomo dirigir a los sirvientes necesarios a sus ubicaciones necesarias, y cada número de la persona que llama corresponde a un número en una habitación. La cocina

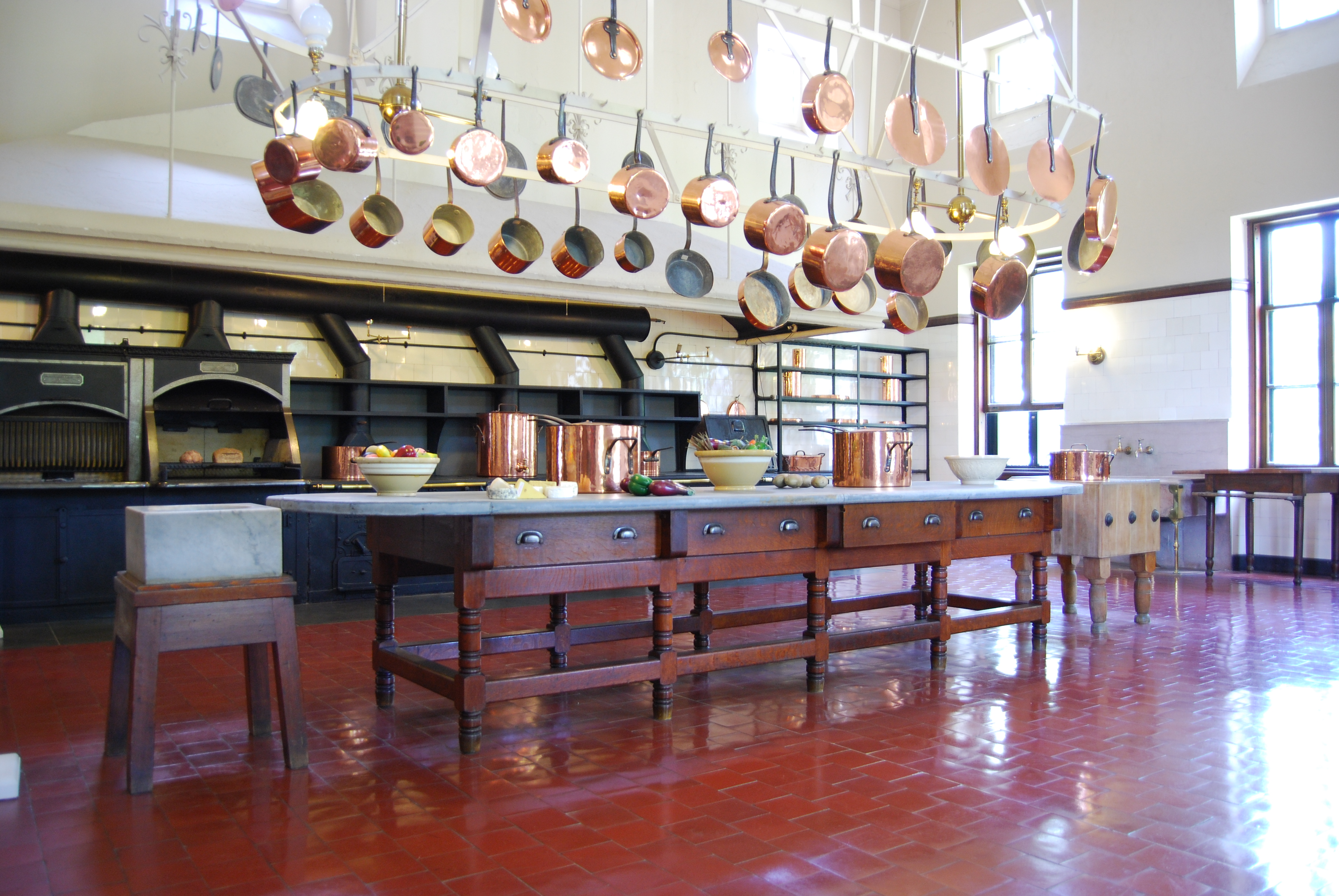
La cocina

- Cocina a diferencia de otras cocinas de la época, estaba situada en el primer piso lejos de la casa principal para evitar la posibilidad de que los incendios y los olores de la cocina llegaran a las partes nobles de la casa. Bien ventilada, contaba con un 6,4 m estufa de hierro fundido, que calienta como un solo elemento a través de una estufa de carbón. La mesa de trabajo está hecha de zinc, un metal que sirvió como precursor del acero inoxidable; frente a él hay un mortero de mármol que se usa para triturar varios ingredientes. El hielo cortado de los estanques locales mantenía frescos los cuartos laterales donde se almacenaban los alimentos y facilitó un cuarto más frío para ensamblar los dulces.[8] La cocina y la despensa para hornear tienen cada uno un montacargas que viaja al nivel del sótano donde se entregaron los comestibles y se retiraron los desechos.

### Segunda planta

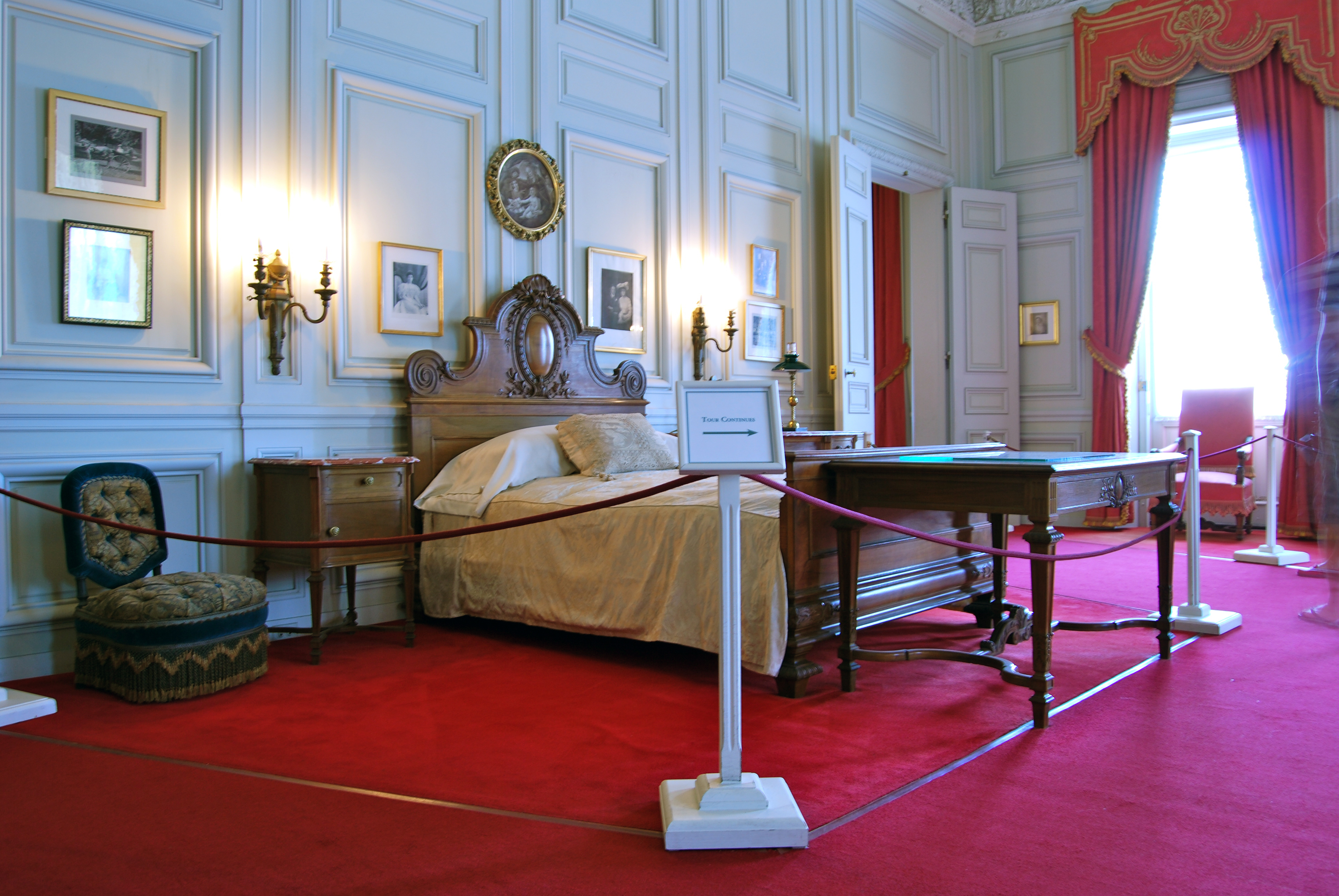
El dormitorio del Sr. Vanderbilt

- Dormitorio del Sr. Vanderbilt : al igual que con el resto del segundo piso, Ogden Codman diseñó esta habitación, eligiendo el estilo Luis XIV . La cama está hecha con un acabado de nogal tallado y la repisa de la chimenea es de mármol real rojo, que alberga un gran espejo arriba para traer más luz a la habitación. Allí se encuentran muchos recuerdos de familiares y amigos, aunque Cornelius Vanderbilt II vivió solo un año en los Breakers con buena salud, antes de morir al año siguiente, 1899, de un derrame cerebral.
- Dormitorio de la Sra. Vanderbilt – Diseñada como un óvalo perfecto, la habitación de Alice Vanderbilt admite múltiples puertas, aunque están cortadas en la pared para dejar una imagen imperturbable de perfección geométrica, que conecta las habitaciones. Alice tenía cuatro armarios para hacer posibles sus siete cambios de ropa por día y un localizador para administrar y relegar las necesidades familiares a los sirvientes. También le servía de estudio y tenía muchas estanterías. Además, hay corredores discretamente diseñados que permitieron a las sirvientas mantener las necesidades de ropa y vestuario de la familia de una manera aparentemente invisible.

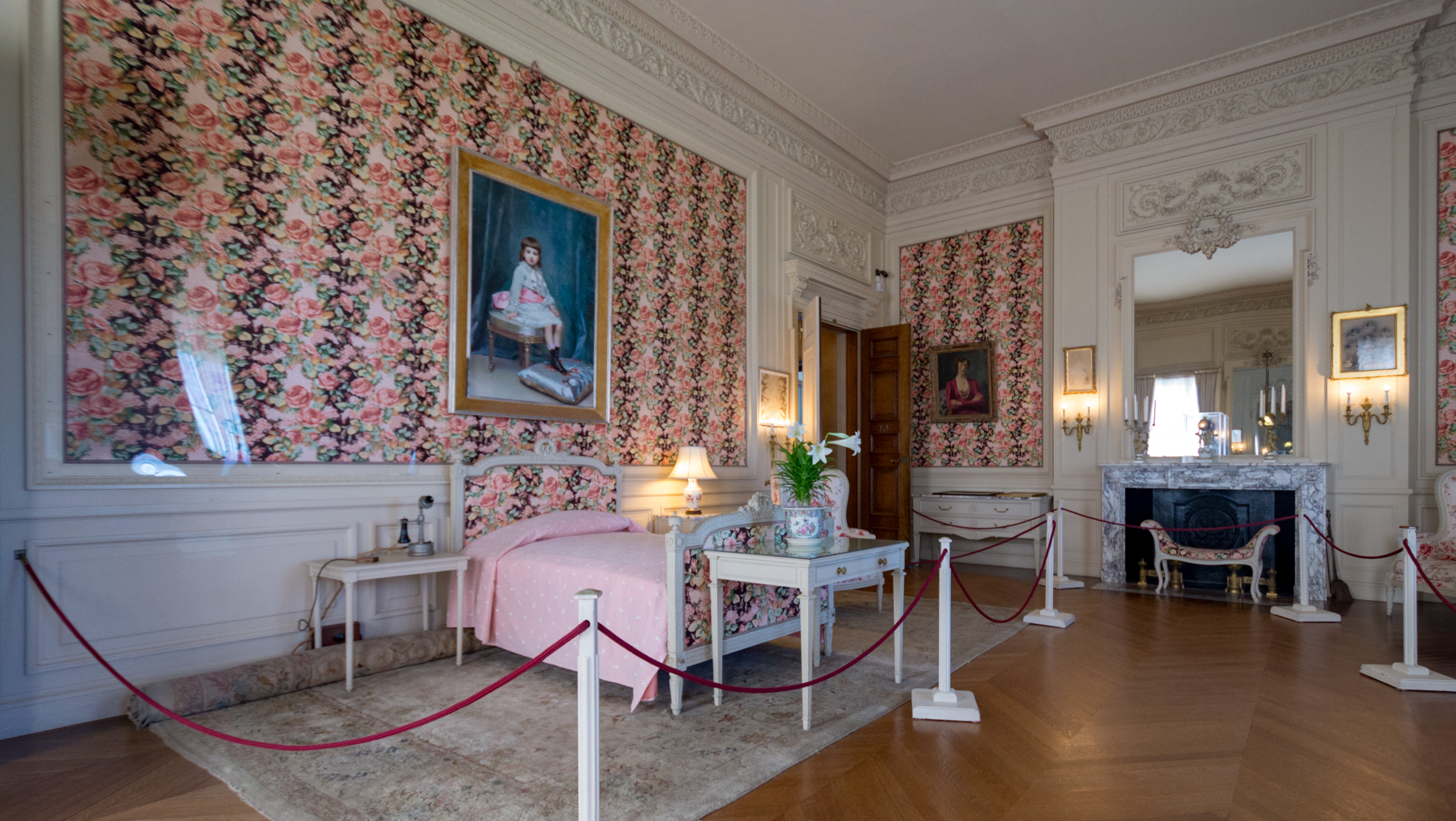
El dormitorio de la señorita Gertrude Vanderbilt

- El dormitorio de la señorita Gertrude Vanderbilt Dormitorio de la señorita Gertrude Vanderbilt : Gertrude, hija de Cornelius II y Alice, era un personaje menos conformista que deseaba ser amada por su personalidad en lugar de por su riqueza y familia, y luego encontró a su pareja en Harry Payne Whitney y se convirtió en artista. Alrededor de la habitación se encuentran varias piezas de su obra de arte, incluida "The Engineer", que se inspiró en su hermano durante la Primera Guerra Mundial, "Laborer", y otra que conmemora la Fuerza Expedicionaria Estadounidense de la Primera Guerra Mundial. Se mudó a The Breakers cuando tenía 19 años. Sobre su cama hay un retrato de Raimundo de Madrazo y Garreta de la señorita Gertrude Vanderbilt a los 5 años, y al lado, a la izquierda de la cama, hay un boceto de ella cuando era joven.
- Logia superior sirviendo como una sala de estar informal, la logia superior está orientada hacia el este y se abre al Atlántico. Durante el verano, cuando sea necesario, las puertas de vidrio que dan al gran salón se pueden abrir para permitir un corredor. Las paredes son de mármol pintado y el techo está diseñado para representar tres marquesinas que cubren el cielo. El césped, diseñado por James y Ernest Bowdwitch, fue sede de muchas fiestas y fue bien mantenido por un personal de jardinería de 20 personas, quienes también introdujeron y mantuvieron varios árboles no autóctonos.
- Dormitorio de invitados: esta habitación ejemplifica el estilo Luis XVI a través de muebles, carpintería y accesorios de iluminación, con un estilo neoclásico que abunda en el interior. Los paneles de las paredes nunca se han retocado, aunque el resto de la sala ha sido restaurado por la sociedad de conservación.
- Dormitorio de la condesa Szechenyi : diseñado por Ogden Codman con un estilo de elegancia simple del siglo XVIII, esta habitación presenta un diseño de color marfil y crema.[9]
- También hay otras dos habitaciones ubicadas en el segundo piso, posiblemente una guardería y el dormitorio de una niñera.

### Tercer piso
Contiene ocho dormitorios y una sala de estar decorada con paneles de nogal estilo Luis XVI de Ogden Codman. El ala norte de las dependencias del tercer piso estaba reservada para el servicio doméstico. Usando techos de casi 18 pies (5,5 m), Richard Morris Hunt creó dos terceros pisos separados para permitir una agregación masiva de dormitorios para sirvientes. Esto se debió a la configuración de la casa, construida en estilo renacentista italiano, que incluía un techo a dos aguas. Las casas clásicas francesas de techo plano construidas en el área en ese momento permitían un ala oculta para el personal, mientras que el diseño de Breakers no la permitía.
Un total de 30 habitaciones están ubicadas en los dos cuartos para el personal del tercer piso. Tres dormitorios adicionales para el mayordomo, el chef y el valet visitante están ubicados en el entresuelo del entrepiso, ubicado entre el primer y segundo piso, justo en la parte trasera de la cocina principal.

### Ático
El piso del ático contenía más alojamientos para el personal, áreas generales de almacenamiento y las innovadoras cisternas . Una cisterna más pequeña suministró presión hidráulica para el ascensor Otis de 1895, que todavía funciona en la casa a pesar de que la casa estaba conectada a la electricidad en 1933. Dos cisternas más grandes abastecían de agua dulce y salada a los numerosos baños de la casa.
Sobre la gran escalera hay un tragaluz de vidrieras diseñado por el artista John La Farge . Instalado originalmente en el comedor de la casa adosada de 1 West 57th Street (Nueva York) de los Vanderbilt, el tragaluz se retiró en 1894 durante una expansión de la casa.

### Materiales
- Cimiento: ladrillo, hormigón y piedra caliza
- Estucturas: acero
- Paredes: piedra caliza de Indiana
- Techo: teja de terracota roja
- Paneles de pared: hoja de platino (solo ocho relieves de figuras mitológicas)[10]
- Otros: mármol (placas), hierro forjado (portones y vallas)

Es una expresión definitiva de la arquitectura Beaux-Arts en el diseño doméstico estadounidense de uno de los arquitectos más influyentes del país, Richard Morris Hunt . Fue el proyecto final de Hunt; también es una de sus pocas obras supervivientes y es valiosa tanto por su rareza como por su excelencia arquitectónica. Le convirtió a Hunt en el "decano de la arquitectura estadounidense", como lo llamaban sus contemporáneos, y ayudó a definir la era en la vida estadounidense que Hunt ayudó a dar forma.[cita requerida]

## Controversia del nuevo centro de bienvenida
Se desarrolló un debate cuando The Preservation Society of Newport County hizo planes para construir un nuevo centro de bienvenida dentro del jardín de la propiedad. La Junta de Zonificación de Newport aprobó el centro de bienvenida en enero de 2015. El 9 de enero de 2017, la Corte Suprema de Rhode Island dictaminó que la Junta de Revisión de Zonificación de Newport era el organismo correcto para determinar la permisibilidad del proyecto. El Centro de Bienvenida abrió el 14 de junio de 2018.